# Morinda morindoides
Morinda morindoides là một loài thực vật có hoa trong họ Thiến thảo. Loài này được (Baker) Milne-Redh. mô tả khoa học đầu tiên năm 1947.